# Pirati s Karibov: Prekletstvo črnega bisera
Pirati s Karibov: Prekletstvo črnega bisera (v izvirniku Pirates of the Caribbean: The Curse of the Black Pearl) je fantazijsko-pustolovski film iz leta 2003, ki temelji na eni izmed tem v Disneyjevem parku. Režiral ga je Gore Verbinski, produciral pa Jerry Bruckheimer. Govori o Willu Turnerju (Orlando Bloom) in piratskem kapitanu Jacku Sparrowu (Johnny Depp), ki se namenita rešiti Elizabeth Swann (Keira Knightley), ki jo je ugrabila posadka ladje Črni biser pod poveljstvom Hectorja Barbosse (Geoffrey Rush).
Scenarij za film je leta 2001 napisal Jay Wolpert, in sicer na podlagi ene izmed tem Disneyjevega parka, zgodaj leta 2002 pa ga je izpopolnil Stuart Beattie. Ob približno istem času je del projekta postal tudi Jerry Bruckheimer; na scenariju sta nato pričela delati Ted Elliott in Terry Rossio, ki sta zgodbi dodala še nadnaravno prekletstvo. Film so snemali od oktobra 2002 do marca 2003 v svetem Vincentu in Grenadiniju in v studiih v Los Angelesu v Kaliforniji.
Prekletstvo črnega bisera so premierno predvajali v letovišču Disneyland v Anaheimu v Kaliforniji. Požel je nepričakovan uspeh in filmski kritiki so ga v glavnem hvalili, po vsem svetu pa je zaslužil več kot 653 milijonov ameriških dolarjev ter bil nominiran za pet oskarjev, med drugim tudi v kategoriji za najboljšega igralca (Johnny Depp). Postal je prvi iz serije Pirati s Karibov, ki jo trenutno sestavlja pet filmov. Za Prekletstvom črnega bisera so bili posneti še Mrtvaška skrinja (Dead Man’s Chest), 2006, režija Gore Verbinski, Na robu sveta (At World’s End), 2007, režija Gore Verbinski, Z neznanimi tokovi (On Stranger Tides), režija Rob Marshall, Salazarjevo maščevanje (Dead Men Tell No Tales), 2017, režija Joachim Rønning in Espen Sandberg. 

## Igralska zasedba
- Johnny Depp kot kapitan Jack Sparrow
- Geoffrey Rush kot kapitan Hector Barbossa
- Orlando Bloom kot Will Turner
- Keira Knightley kot Elizabeth Swann
- Jack Davenport kot poveljnik Norrington
- Jonathan Pryce kot guverner Weatherby Swann
- Lee Arenberg kot Pintel
- Mackenzie Crook kot Ragetti
- Kevin McNally kot Joshamee Gibbs
- Zoe Saldana kot Anamaria
- David Bailie kot Cotton
- Greg Ellis kot Theodore Groves